# 耶律斡特剌
耶律斡特剌（やりつ あつとくら、生没年不詳）は、遼（契丹）の政治家・軍人。字は乙辛隠。

## 経歴
許国王耶律寅底石の六世の孫にあたる。41歳のときに初めて出仕して、本班郎君に補任された。このころ枢密使の耶律乙辛が朝廷で専権をふるっていたので、斡特剌は禍が及ぶのをおそれて、言動を抑制した。
太康年間、宿直官となり、右護衛太保・左護衛太保を歴任した。太安元年（1085年）、燕王耶律延禧の傅となった。太安2年（1086年）、知左夷離畢事を兼ねた。太安4年（1088年）、北院枢密副使となった。知北院枢密使事に転じ、翼聖佐義功臣の称号を賜った。太安10年（1094年）、北阻卜の首長の磨古斯が反抗すると、斡特剌は都統となって乱の鎮圧にあたった。大雪の天候のなか、磨古斯の4別部を撃破して、1000人あまりを斬首した。寿昌元年（1095年）、西北路招討使に任じられ、漆水郡王に封じられて、宣力守正功臣の称号を加えられた。寿昌2年（1096年）、梅里急を討って撃破した。寿昌3年（1097年）、阻卜を討って撃破し、南府宰相に上った。寿昌4年（1098年）、契丹行宮都部署を兼ねた。
北府や南府に訴えがあった場合、各州府が下調べをすることになっていたが、訴訟案件が滞るようになったため、斡特剌は旧制にもどすよう請願して、容れられた。寿昌5年（1099年）、再び西北路招討使となり、耶睹刮部を攻撃して、多くの部民を捕らえて斬り、数万の家畜を鹵獲した。寿昌6年（1100年）、磨古斯を捕らえ、守太保の位を加えられ、奉国匡化功臣の称号を賜った。
乾統元年（1101年）、致仕を願い出たが許されず、招討使を退任するにとどまった。南院枢密使を兼ね、混同郡王に封じられた。乾統2年（1102年）、北院枢密使に転じ、守太師の位を加えられ、推誠賛治功臣の称号を賜った。後に致仕し、死去した。諡は敬粛といった。

## 伝記資料
- 『遼史』巻97 列伝第27